# 山内正則
山内 正則（やまうち まさのり）は、日本の物理学者。素粒子物理学実験を専門とする。理学博士。高エネルギー加速器研究機構機構長。趣味は水泳。

## 略歴
- 1978年 : 東京大学理学部物理学科 卒業[2]
- 1984年 : 東京大学大学院博士課程 修了
- 高エネルギー物理学研究所 助手
- 高エネルギー物理学研究所 助教授
- 1999年 : 高エネルギー加速器研究機構 素粒子原子核研究所 教授
- 2010年 : 小林誠と台湾の馬英九総統の会見に同行[3]。
- 2010年 : 「B中間子におけるCP非保存の発見」で第1回「折戸周治賞」受賞
- 2012年 : 高エネルギー加速器研究機構 素粒子原子核研究所 所長
- 2015年 : 高エネルギー加速器研究機構 機構長
- 2020年：スロベニア国家功労勲章 受章[4]